# Tembici
Tembici é uma empresa operadora de sistema de bicicletas públicas que opera em 4 países da América Latina: Argentina, Brasil, Chile e Colômbia. É a empresa que gere e mantém o sistema Bike Itaú desde 2018.